# Sulphur Springs (Indiana)
Sulphur Springs è un comune degli Stati Uniti d'America, situato nello Stato dell'Indiana, nella contea di Henry.